# Stenopelmatus pictus
Stenopelmatus pictus är en insektsart som beskrevs av Scudder, S.H. 1899. Stenopelmatus pictus ingår i släktet Stenopelmatus och familjen Stenopelmatidae. Inga underarter finns listade i Catalogue of Life.